# Minecraft: Bedrock Edition
Minecraft: Bedrock Edition（マインクラフト ベッドロックエディション、Bedrock Edition、BE、統合版）は、2017年9月20日にベター・トゥギャザー・アップデートで正式リリースされた『Minecraft』のエディションである。Android、iOS、Windows 10、Windows 11、Xbox One、Nintendo Switch、PlayStation 4、PlayStation 5などのプラットフォームに対応している。
Bedrock Editionは、「Minecraft: Java Edition」（Java版）のプラットフォーム移植版であった「Minecraft: Pocket Edition」（PE版）をベースとして、Windows 10やコンソール、モバイルなど向けの各エディションが統一されたものである。ゲーム内容は細かな仕様の違いなどはあるが、Java Editionとほとんど同じであり、プレイヤーはブロックの世界の中で、サバイバルや建築、レッドストーンなどの様々な遊び方ができる。また、Bedrock Editionのプログラミング言語は、JavaではなくC++で書かれている。

## ゲーム内容
Bedrock Editionの内容は、Java Editionとほとんど同じであり、どちらもオープンワールドゲームである。プレイヤーは、ゲーム内で特定のクリアが設定されていないため、自由に遊ぶことができる。ブロックを壊したり、掘ったり、伐採したりして、アイテムやブロック自体を入手し、それらを組み合わせたり精錬したりして新しいブロックを得ることができる。モンスターや敵を倒して戦利品を獲得することもでき、プレイヤーはブロックを置いて建物を建設することもできる。Bedrock Editionのクラフト部分はJava Editionとは異なり、Bedrock Editionではグリッド状のアイコンにボタンを用いてクラフトが行われる。プレイヤーは必要な量の材料を所持し、インベントリに合成アイテムを置くスペースがあればクラフトを行うことができる。

### カスタマイズ
カスタマイズは、Java Editionに比べて制限されている。Bedrock Editionでは、Java Editionで可能なMODができないため、カスタマイズの幅が狭い。ただし、Bedrock Editionでもアドオンを使用してカスタマイズができる。これにより、ゲーム内のテクスチャやスキンを変更したり、コンテンツを追加することができる。アドオンは、マーケットプレイスから購入でき、自作もできるが、 Java Editionほど自由度は高くない。

## 開発
| 2010 | Pocket Edition                                |
| 2010 | プレリリース                                  |
| 2011 | Alpha 0.1.0                                   |
| 2012 | Alpha 0.2.0                                   |
| 2012 | Alpha 0.3.0                                   |
| 2012 | Alpha 0.4.0                                   |
| 2012 | Alpha 0.5.0                                   |
| 2013 | Alpha 0.6.0                                   |
| 2013 | Alpha 0.7.0                                   |
| 2013 | Alpha 0.8.0                                   |
| 2014 | Alpha 0.9.0                                   |
| 2014 | Alpha 0.10.0                                  |
| 2015 | Alpha 0.11.0                                  |
| 2015 | Alpha 0.12.0                                  |
| 2015 | Alpha 0.13.0                                  |
| 2016 | Alpha 0.14.0: オーバーワールド・アップデート  |
| 2016 | Alpha 0.15.0: フレンドリー・アップデート      |
| 2016 | Alpha 0.16.0: ボス・アップデート              |
| 2016 | 1.0.0: エンダー・アップデート                 |
| 2017 | 1.1.0: ディスカバリー・アップデート           |
| 2017 | Bedrock Edition                               |
| 2017 | 1.2.0: ベター・トゥギャザー・アップデート     |
| 2018 | 1.3.0                                         |
| 2018 | 1.4.0: アップデート・アクアティック (Phase 1) |
| 2018 | 1.5.0: アップデート・アクアティック (Phase 2) |
| 2018 | 1.6.0                                         |
| 2018 | 1.7.0                                         |
| 2018 | 1.8.0                                         |
| 2019 | 1.9.0                                         |
| 2019 | 1.10.0                                        |
| 2019 | 1.11.0: ヴィレッジ・アンド・ピレッジ          |
| 2019 | 1.12.0                                        |
| 2019 | 1.13.0                                        |
| 2019 | 1.14.0: バジー・ビー                          |
| 2020 | 1.16.0: ネザーアップデート                    |
| 2021 | 1.17.0: 洞窟と崖：パート I                    |
| 2021 | 1.18.0: 洞窟と崖：パート II                   |
| 2022 | 1.19.0: ワイルドアップデート                  |
| 2023 | 1.20.0: 旅路と物語                            |
| 2023 | 1.20.50: バット・アンド・ポット               |
| 2024 | 1.20.80: アーマード・パウズ                   |
| 2024 | 1.21.0: トリッキートライアル                  |
| 2024 | 1.21.40: バンドル・オブ・ブレイバリー         |
| 2024 | 1.21.50: ガーデン・アウェイケンズ             |
| 2025 | 1.21.70: スプリング・トゥ・ライフ             |
| 2025 | 1.21.90: チェイス・ザ・スカイ                 |

Bedrock Editionは最初、Sony Ericsson Xperia Play専用であり、2011年8月16日に無料体験版がリリースされたが、ゲームをセーブすることができなかった。2011年10月7日には、Minecraft: Pocket Edition（PE版）がAndroidで公開され
、iOS版のPE版は、2011年11月17日に発売された。Amazon Fire TV版、Windows Phone版（現在では更新されていない）、およびWindows 10版は、2014年4月2日、2014年12月10日、2015年7月29日に順次発売された。
Bedrock Editionは2011年10月7日に発売され、Minecraftシリーズ初のスマートフォンゲームであり、同シリーズの第二作目である。前作と同様に、創造的な建築と原始的なサバイバル要素に焦点を当てているが、Java Editionのすべての機能が含まれていない。
開発者のイェンス・バーゲンステン（Jeb）はTwitter（現X）で、iOSはJavaをサポートしていないため、Bedrock EditionはJavaではなくC++で書かれていると言及した。その一方で、定期的に段階的なアップデートが行われ、Java Editionに近づいていく予定であるとも述べた。また、最終的な目標は、Java EditionとBedrock Edition間でのマルチプレイである。2016年12月19日には、PE版がエンダー・アップデートで正式リリースされた。
Mojangは、2017年1月19日にWindows Phone 8.1の技術支援および更新を停止すると発表した。理由は、モバイルオペレーティングシステムの公式サポートが終了し、利益にならないためである。これにより、同システム向けMinecraftの更新も停止されたが、Windows 10 Mobileは、更新が継続されている。その一方で、Windows Phone 8.1とWindows 10 Mobileのユーザーは、違法のAPKを通じて、他のバージョンのMinecraftをダウンロードすることができる。
2017年7月31日、ゲームの副題のPE版を削除した。PE版で使用されていた「Bedrock Engine」は、Windows 10、Xbox One、Gear VR、Apple TV、Fire TVなど、モバイル以外のプラットフォームに移植された。
2017年9月20日、「ベター・トゥギャザー・アップデート（Better Together Update）」がXbox One、Windows 10、Gear VR、そしてPE版のMinecraftにリリースされ、これにより各バージョン間でのクロスプラットフォームプレイが可能になった。このバージョンのゲームは正式に「Bedrock Edition（統合版）」と呼ばれるようになった。また、Apple TV版は、プレイヤーが少なかったことから、2017年に更新が終了したため、PE版のままで残り、2018年にApple TV Storeから削除された。
2018年6月21日、Bedrock EditionはNintendo Switchにも移植された。PlayStation 4版は2019年12月にアップデートされ、Bedrock Editionに統合され、無料のXbox Liveアカウントを利用することでクロスプラットフォームプレイが可能になった。PlayStation 5版は2024年10月22日にリリースされた。

## 評価
Bedrock EditionはJava Editionと比べて評価が低い。GameRankingsはBedrock Editionを56.00%と評価したの対して、Java Editionは92.79%である。MetacriticはBedrock Editionを53/100点と評価し、これは、Java Editionの93/100点とは大きな差がある。
IGNは、Bedrock Editionに5/10点の評価をし、期待外れであったと述べ、MojangがJava Editionにあった多くの興味深い特徴を削除したことを批判している。PCMAGはBedrock Editionに4/5点を与え、ゲームモード、グラフィック、マルチプレイヤーモードを賞賛した。一方で、コントロールシステムとゲームの特徴が、Java Editionほどではないと批判した。N4GはBedrock Editionに7/10点を付け、Mojangが多くの欠点を修正したことを称賛した。Slide to PlayはBedrock Editionに3/4点の評価を与え、ゲームプレイ、コントロール、マルチプレイを賞賛したが、ゲームの世界サイズが制限と価格の高さを批判した、Graphiteは、Bedrock Editionに4/5点の評価を付け、Bedrock EditionがJava Editionとほぼ同じくらい優れていると指摘した。
Android版では、Google Playで4.4星の評価を得しており、ダウンロード数は5000万を超えている。

### 売上
2013年1月31日、Bedrock Editionのダウンロード数が500万回を突破した。2013年5月2日には販売数が1000万本を突破したが、Java Editionは1ヶ月前に1000万本を突破していた。2015年1月12日、Mojangの公式ブログは、PE版の販売数が3000万回を達したと発表した。これに対して、この時のJava Editionの販売数の2000万本、Xbox版の販売数は、1200万本であり。PE版は、Java EditionとXbox版の販売数を超えていた。